# Liste der Kellergassen in Angern an der March
Die Liste der Kellergassen in Angern an der March führt die Kellergassen in der niederösterreichischen Gemeinde Angern an der March an.
| Foto |                 | Kellergasse                                 | Standort                              | Beschreibung |
| ---- | --------------- | ------------------------------------------- | ------------------------------------- | --- |
| ja   | Datei hochladen | Kellergasse Berggasse („Richtung Dürnkrut“) | KG: Grub an der March Standort        | Die Kellergasse ist ein beidseitiges Kellergassensystem in Graben- und Hanglage. Sie besteht aus 37 Gebäuden und hat eine Länge von 350 Metern. Die älteste Datierung geht auf das Jahr 1934 zurück. Es gibt auch saisonale Heurige. |
| ja   | Datei hochladen | Kellergasse („Richtung Ebenthal“)           | KG: Grub an der March Standort        | Die Kellergasse ist eine einseitige Kellergasse in Muldenlage. Sie besteht aus 11 Gebäuden und hat eine Länge von 100 Metern. Die älteste Datierung geht auf das Jahr 1865 zurück. |
| ja   | Datei hochladen | Kellerstraße                                | KG: Ollersdorf Standort               | Das beidseitige Kellergassensystem befindet sich nördlich außerhalb der Ortschaft in Graben- und Hanglage. Es besteht aus 336 Gebäuden (davon mehr als 20 mit Wohnnutzung) und hat eine Gesamtlänge von 1480 Metern. Die Keller sind mehrheitlich in Schildmauerform, etwa ein Viertel giebelständig, einige wenige traufständig. Die älteste Datierung geht auf das Jahr 1831 zurück.  |
| ja   | Datei hochladen | Kirchweg/Quadengasse/Wienergasse            | KG: Stillfried Standort               | Die Kellergasse ist ein einseitiges Kellergassensystem in Hanglage. Sie besteht aus 95 Gebäuden und hat eine Länge von 1100 Metern. Die älteste Datierung geht auf das Jahr 1886 zurück. |
| ja   | Datei hochladen | Kellerberg / Rochusberg                     | KG: Mannersdorf an der March Standort | Das Kellergassensystem besteht aus mehreren Reihen von Kellern in Hanglage. Es besteht aus 122 Gebäuden, die Kellerzeilen haben auf einer Fläche von etwa 200 mal 200 Metern eine Gesamtlänge von 1000 Metern. Die älteste Datierung geht auf das Jahr 1820 zurück. Es gibt Gebäude mit Heurigennutzung. In den Kellergassen finden Kellergassenfeste und andere Veranstaltungen statt. |

| Foto:                    | Fotografie der Kellergasse (Gesamtheit). Klicken des Fotos erzeugt eine vergrößerte Ansicht. Daneben finden sich zwei Symbole: \| Weitere Bilder vorhanden \| Das Symbol bedeutet, dass weitere Fotos des Objekts verfügbar sind. Durch Klicken des Symbols werden sie angezeigt. \| \| Eigenes Foto hochladen \| Durch Klicken des Symbols können weitere Fotos des Objekts in das Medienarchiv Wikimedia Commons hochgeladen werden. \| |
| Name:                    | Bezeichnung der Kellergasse |
| Standort:                | Es ist die Katastralgemeinde (KG) angegeben. Durch Aufruf des Links Standort wird die Lage der Kellergasse in verschiedenen Kartenprojekten angezeigt. |
| Beschreibung             | Kurze Beschreibung der Kellergasse |
| Weitere Bilder vorhanden | Das Symbol bedeutet, dass weitere Fotos des Objekts verfügbar sind. Durch Klicken des Symbols werden sie angezeigt. |
| Eigenes Foto hochladen   | Durch Klicken des Symbols können weitere Fotos des Objekts in das Medienarchiv Wikimedia Commons hochgeladen werden. |